# ORP Gen. T. Kościuszko (273)
La fragata ORP Gen. T. Kościuszko (273) es un buque de guerra de la Armada de la República Polaca, uno de los buques más grandes de esa marina.

## Historial
Fue construida en los finales de los años 1970 para la Armada de los Estados Unidos como USS Wadsworth (FFG-9), en memoria de Alexander S. Wadsworth. El USS Wadsworth fue puesto en grada el 17 de julio de 1978, botado el 24 de marzo de 1979, y dado de alta el 9 de mayo de 1980. Tras su entrada en servicio, se convirtió en el tercer buque de la clase de fragatas lanzamisiles guiados Oliver Hazard Perry 
Después de 22 años de servicio en la Armada de los Estados Unidos, el 28 de junio de 2002, fue entregada a Polonia como una parte del programa de asistencia a la seguridad de aliados.
Recibió su nuevo nombre en memoria del General Tadeusz Kościuszko, héroe de la Guerra de Independencia de los Estados Unidos y Comandante Supremo del Alzamiento de Kościuszko, para conmemorar la amistad polaco-estadounidense.

## Anécdotas
El Wadsworth participó como el USS Reuben James en la película de 1990  La caza del Octubre Rojo.